# Ångtryck

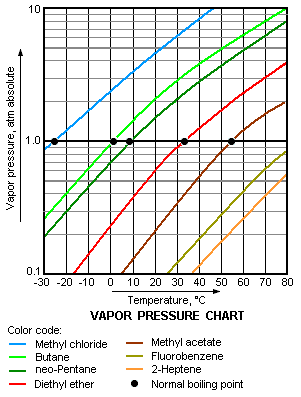
Ångtryck på en logaritmisk skala som funktion av temperatur för några organiska ämnen (propan, butan, neo-pentan, eter), osv.

Ångtryck definieras som det tryck vid vilket ett ämnes avdunstning är i jämvikt mellan dess flytande och fasta tillstånd vid någon given temperatur. Inom vissa områden, som exempelvis meteorologi och byggnadsfysik, används ångtryck som beteckningen på partialtrycket för vattenånga i luften. 

## Vätskor
När omgivningens tryck är lika med ångtrycket för en vätska (flytande tillstånd) är vätskan och dess ånga (avdunstning) i jämvikt. Under den givna temperaturen kommer ångan att kondensera till vätska, och över kommer vätskan att koka, det vill säga bli ånga. Alltså kommer kokpunkten för ett ämne vid ett givet tryck att vara temperaturen när ångtrycket för ämnet i flytande tillstånd är lika med omgivningens tryck.

## Fasta material
När omgivningens tryck är lika med ångtrycket för ett fast material är det fasta materialet och dess avdunstning i jämvikt. Nedanför den givna temperaturen kommer ångan (avdunstningen) att desublimera till fast material, och över kommer det fasta materialet att sublimera, det vill säga bli ånga. Alltså kommer sublimationspunkten för ett ämne vid ett givet tryck att vara temperaturen när ångtrycket för ämnet i fast tillstånd är lika med omgivningens tryck.

## Smältning och frysning
Oftast är ångtrycket för ett ämne i flytande tillstånd inte detsamma som ångtrycket för samma ämne i fast tillstånd. Om temperaturen är sådan att ångtrycket för det flytande tillståndet är högre än för det fasta tillståndet, så kommer vätskan att förångas, men ångan kommer att kondensera till fast form. Det är samma sak som att vätskan fryser. Om temperaturen är sådan att ångtrycket för det flytande tillståndet är lägre än ångtrycket för det fasta tillståndet, kommer det fasta tillståndet att förångas, men ångan kommer att kondensera till vätska. Det är samma sak som att det fasta tillståndet smälter. Vid den temperatur då de båda ångtrycken är lika råder jämvikt mellan fast och flytande tillstånd. Denna temperatur kallas smältpunkt.